# Yên Bình (phường)
Yên Bình là một phường thuộc thành phố Tam Điệp, tỉnh Ninh Bình, Việt Nam.

## Địa lý
Phường Yên Bình nằm ở phía đông bắc thành phố Tam Điệp, cách trung tâm thành phố khoảng 3 km, cách trung tâm thành phố Ninh Bình khoảng 11 km về phía tây nam, có vị trí địa lý:
- Phía đông giáp huyện Yên Mô
- Phía nam giáp phường Trung Sơn
- Phía tây và tây nam giáp phường Tân Bình
- Phía bắc và đông bắc giáp huyện Hoa Lư và huyện Yên Mô.

Phường Yên Bình có diện tích 4,63 km², dân số năm 2019 là 4.436 người, mật độ dân số đạt 958 người/km².

## Hành chính
Phường Yên Bình được chia thành 7 tổ dân phố: Đàm Khánh Đông, Đàm Khánh Tây, Đồi Cao 1, Đồi Cao 2, Ghềnh, Lý Nhân, Quyết Thắng.

## Lịch sử
Ngày 17 tháng 12 năm 1982, Hội đồng Bộ trưởng ban hành Quyết định số 200-HĐBT về việc:
- Chuyển xã Yên Bình thuộc huyện Tam Điệp về thị xã Tam Điệp mới thành lập quản lý
- Điều chỉnh một phần diện tích và nhân khẩu của xã Yên Bình để thành lập các phường Bắc Sơn, Nam Sơn, Trung Sơn và xã Đông Sơn, Quang Sơn.

Ngày 26 tháng 12 năm 1991, Quốc hội ban hành Nghị quyết về việc tái lập tỉnh Ninh Bình từ tỉnh Hà Nam Ninh cũ và xã Yên Bình thuộc thị xã Tam Điệp, tỉnh Ninh Bình.
Ngày 9 tháng 4 năm 2007, Chính phủ ban hành Nghị định số 62/2007/NĐ-CP về việc thành lập phường Tân Bình trên cơ sở điều chỉnh 751,80 ha diện tích tự nhiên và 5.205 người của xã Yên Bình.
Sau khi điều chỉnh địa giới hành chính, xã Yên Bình còn lại 458,78 ha diện tích tự nhiên và 4.213 nhân khẩu.
Ngày 10 tháng 4 năm 2015, Ủy ban Thường vụ Quốc hội ban hành Nghị quyết số 904/NQ-UBTVQH13 về việc:
- Thành lập phường Yên Bình thuộc thị xã Tam Điệp trên cơ sở toàn bộ 459,8 ha diện tích tự nhiên và 7.486 người của xã Yên Bình
- Thành lập thành phố Tam Điệp thuộc tỉnh Ninh Bình và phường Yên Bình trực thuộc thành phố Tam Điệp.

Ngày 10 tháng 12 năm 2015, HĐND tỉnh Ninh Bình ban hành Nghị quyết số 29/2015/NQ-HĐND về việc:
- Thành lập TDP Đồi Cao 1 trên cơ sở thôn Đồi Cao 1.
- Thành lập TDP Đồi Cao 2 trên cơ sở thôn Đồi Cao 2.
- Thành lập TDP Quyết Thắng trên cơ sở thôn Quyết Thắng.
- Thành lập TDP Đàm Khánh Đông trên cơ sở thôn Đàm Khánh Đông.
- Thành lập TDP Đàm Khánh Tây trên cơ sở thôn Đàm Khánh Tây.
- Thành lập TDP Lý Nhân trên cơ sở thôn Lý Nhân.
- Thành lập TDP Ghềnh trên cơ sở thôn Ghềnh.

## Kinh tế
Phường Yên Bình có diện tích khá nhỏ so với các đơn vị khác của Tam Điệp, chỉ bằng nửa phường Tân Bình khi tách xã Yên Bình cũ. Tuy nhiên, Yên Bình có lợi thế nằm giáp với Quốc lộ 1, có đường sắt Thống Nhất đi qua với ga Ghềnh và địa hình phường tương đối bằng phẳng, có hệ thống giao thông đường thủy thuận lợi nhất so với các đơn vị khác.
Chợ Chiều - Thôn Đồng Quýt - Xã Yên Bình là chợ trong danh sách các chợ loại 1, 2, 3 ở Ninh Bình.

## Di tích
Chùa Lý Nhân: Chùa Lý Nhân thuộc địa phận thôn Lý Nhân, phường Yên Bình. Chùa thờ Phật, hệ thống tượng thờ trong chùa được bài trí tại tòa Thượng điện và tòa Tiền đường. Chùa là nơi giảng đạo cho các tăng ni, phật tử, là nơi sinh hoạt văn hoá tôn giáo cho nhân dân trong phường và các vùng lân cận.
Nhóm di tích phía Tây Nam của Quần thể danh thắng Tràng An trên địa bàn Tam Điệp có các di tích; Núi ốc; Núi ốp; Đồi Ông Cẩm (xã Yên Sơn) thuộc giai đoạn Văn hóa Đông Sơn cách ngày nay khoảng 2.000 năm xa hơn nữa về phía Tây Nam có di tích Núi Một; di tích Núi Hai (phường Bắc Sơn, thành phố Tam Điệp), thuộc giai đoạn trước Văn hóa Đông Sơn có niên đại cách ngày nay khoảng 3.000 năm cho thấy nhóm cư dân cổ ở Tràng An có quan hệ qua lại với nhóm cư dân ở khu vực đồi núi đá vôi Tam Điệp.